# Benchijigua
Benchijigua ist ein kleiner Ort auf der Kanareninsel La Gomera in der Gemeinde San Sebastian. Etwa 12 Kilometer nördlich von Playa Santiago liegt der Ort mitten im Barranco de Benchijigua am Fuße des Roque de Agando auf einer Höhe von etwa 600 m. Benchijigua war einer der ersten Orte, die auf der Insel gegründet wurden. Heute befindet sich hier eine renovierte, von der Europäischen Union subventionierte Modellsiedlung, die inzwischen wieder verfallen und verlassen ist. Auch das Fährunternehmen Fred. Olsen ließ hier einige Fincas im altkanarischen Stil restaurieren und nannte eine seiner Schnellfähren Benchijigua Express. Diese verkehrt unter anderem zwischen Los Cristianos und San Sebastián de la Gomera.